# Medford (Massachusetts)
Medford város az USA Massachusetts államában, Middlesex megyében. Lakosainak száma 59 659 fő (2020. április 1.).

## Népesség
A település népességének változása:

| 2010 | 56 173 |
| 2020 | 59 659 |